# (5821) Yukiomaeda
(5821) Yukiomaeda es un asteroide perteneciente al cinturón de asteroides descubierto el 4 de noviembre de 1989 por el equipo del Observatorio de Nihondaira desde el Observatorio de Nihondaira, Shimizu-ku, Japón.

## Designación y nombre
Designado provisionalmente como 1989 VV. Fue nombrado Yukiomaeda en honor a Yukio Maeda, ingeniero espacial en el Instituto del Espacio y la Ciencia Astronáutica, fue uno de los participantes clave en los proyectos de satélites científicos japoneses desde 1971. También es un conocido astrónomo aficionado y entusiasta del eclipse solar.

## Características orbitales
Yukiomaeda está situado a una distancia media del Sol de 2,449 ua, pudiendo alejarse hasta 2,788 ua y acercarse hasta 2,111 ua. Su excentricidad es 0,138 y la inclinación orbital 1,691 grados. Emplea 1400,66 días en completar una órbita alrededor del Sol.

## Características físicas
La magnitud absoluta de Yukiomaeda es 14,5. Tiene 6,872 km de diámetro y su albedo se estima en 0,078. 